# M36 Jackson
M36 Jackson (90mm Gun Motor Carriage M36) – amerykański niszczyciel czołgów z okresu II wojny światowej, produkowany w latach 1944–1945. Wyposażony w armatę kalibru 90 mm, konstrukcyjnie bazował na wcześniejszym M10.
Według różnych źródeł liczba wyprodukowanych egzemplarzy waha się od 1772 do 2324; część powstała w wyniku przebudowy istniejących pojazdów.
Nazwa pojazdu upamiętnia generała Thomasa „Stonewalla” Jacksona, uczestnika wojny secesyjnej. Pojazd często określany był również przydomkiem Slugger (z ang. „pięściarz”).

## Historia
Kiedy po napotkaniu na polu boju niemieckich czołgów Pantera i Tygrys okazało się, że standardowy amerykański niszczyciel czołgów M10 Wolverine ma niewystarczające uzbrojenie do pokonania tych pojazdów, rozpoczęto pracę nad nową generacją niszczycieli czołgów. W nowym pojeździe zdecydowano się użyć nowej armaty kalibru 90 mm M3.
M36 bazowany był na podwoziu M10A1 i oprócz lepszego działa, miał on w porównaniu z Wolverine lepszy silnik i grubszy pancerz z przodu pojazdu.
Prototyp opracowany został przez dział Chevroleta koncernu General Motors. Produkcja odbywała się w zakładzie General Motors (Fisher Tank Arsenal) w Grand Blanc, a także w zakładach American Locomotive Company, Massey-Harris oraz Montreal Locomotive Works.

## Służba
Pierwsze pojazdy M36 Jackson pojawiły się na froncie dopiero w połowie 1944. Była to konstrukcja udana i lubiana przez załogi. Jako jeden z niewielu amerykańskich pojazdów pancernych mógł on zniszczyć niemieckie czołgi ciężkie nawet z dużych odległości – jak udowodniono to wielokrotnie w czasie działań w Ardenach.
Tak jak w przypadku innych amerykańskich niszczycieli czołgów, wieża Jacksona była tylko bardzo lekko opancerzona i otwarta od góry w celu maksymalnego zmniejszenia wagi. Już po wprowadzeniu M36 do służby wyprodukowano do niego lekki, składany dach nad wieżę mający osłaniać załogę przed odłamkami.

## Warianty
- M36 – podstawowa wersja produkcyjna na kadłubie pojazdu M10A1, silniki gaźnikowe, 1298[1]–1413[2] egzemplarzy
- M36B1 – wersja na kadłubie czołgu M4A3 Sherman, silniki gaźnikowe, 187 egzemplarzy[1][2]
- M36B2 – wersja na kadłubie pojazdu M10, silniki wysokoprężne, 287[1]–724[2] egzemplarzy

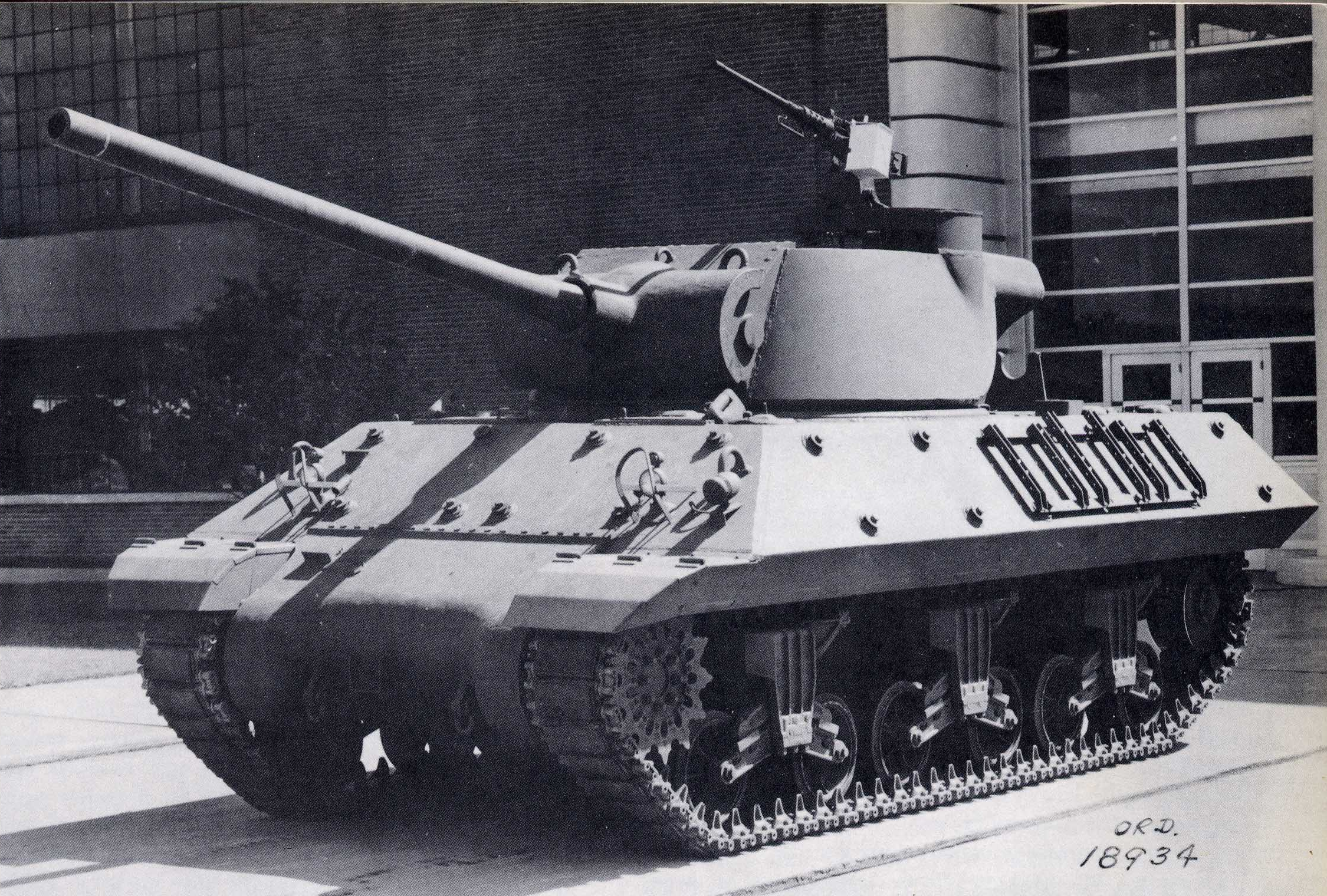
Prototyp (T71 GMC)
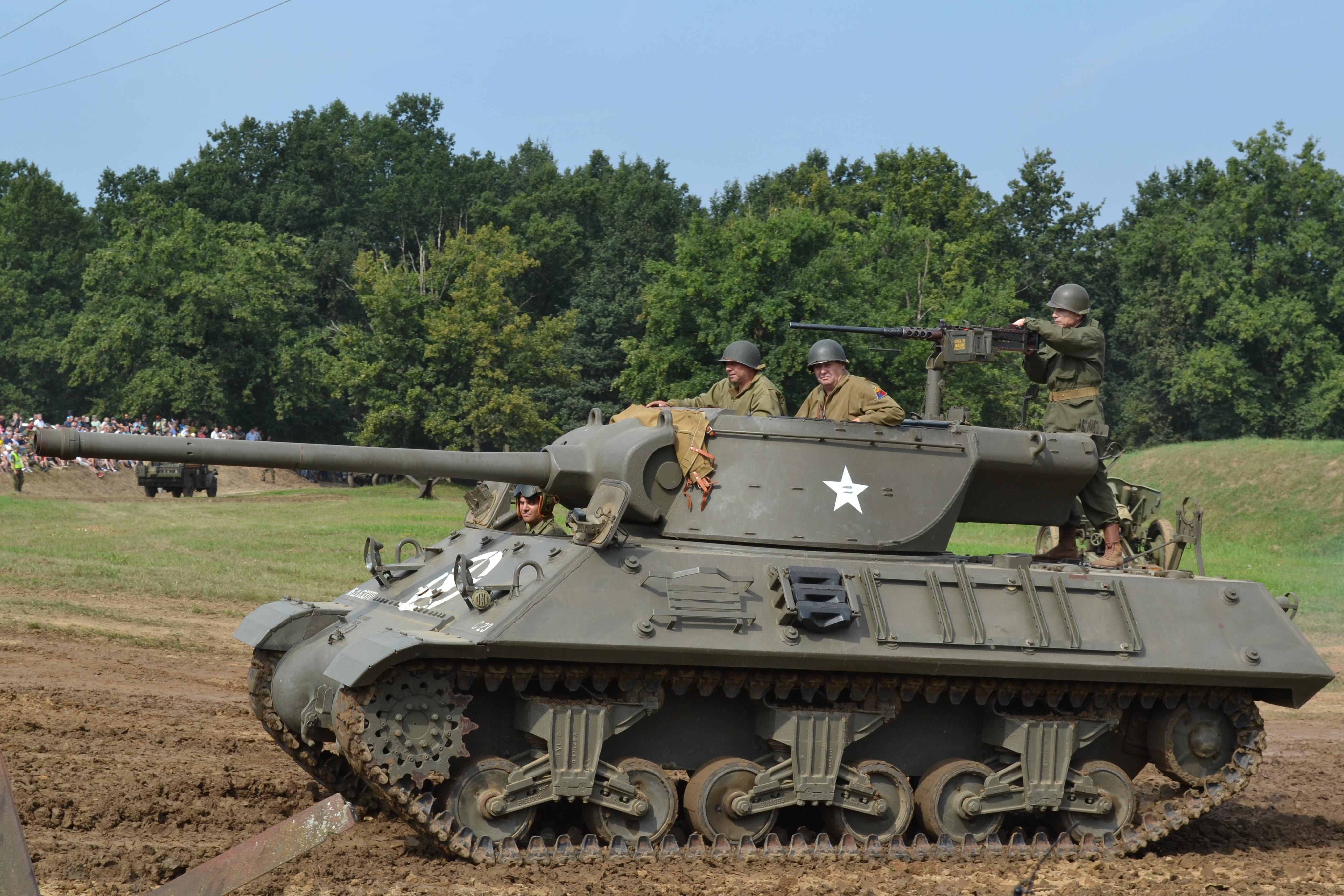
M36
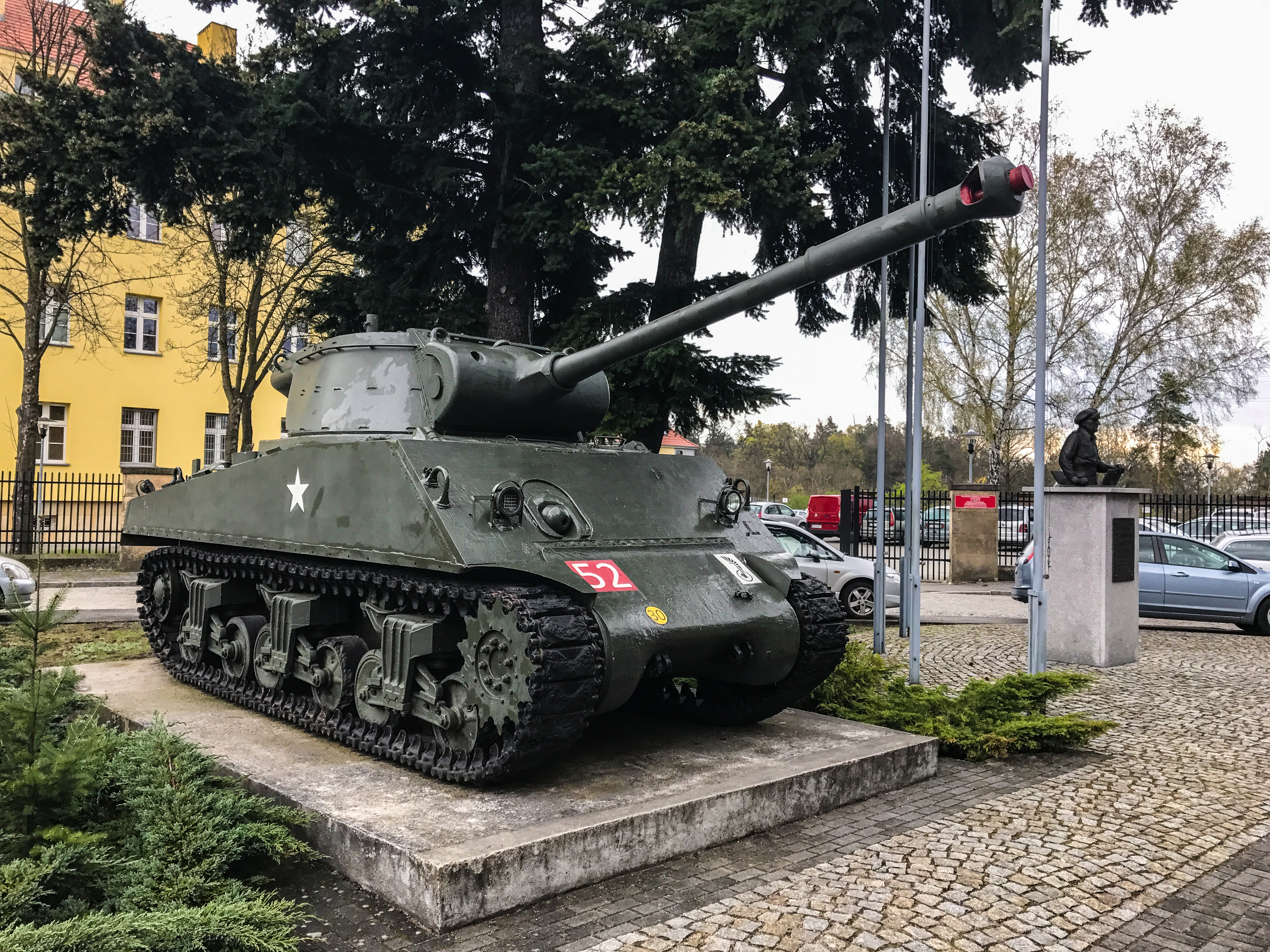
M36B1 przed siedzibą 11 Dywizji Kawalerii Pancernej w Żaganiu
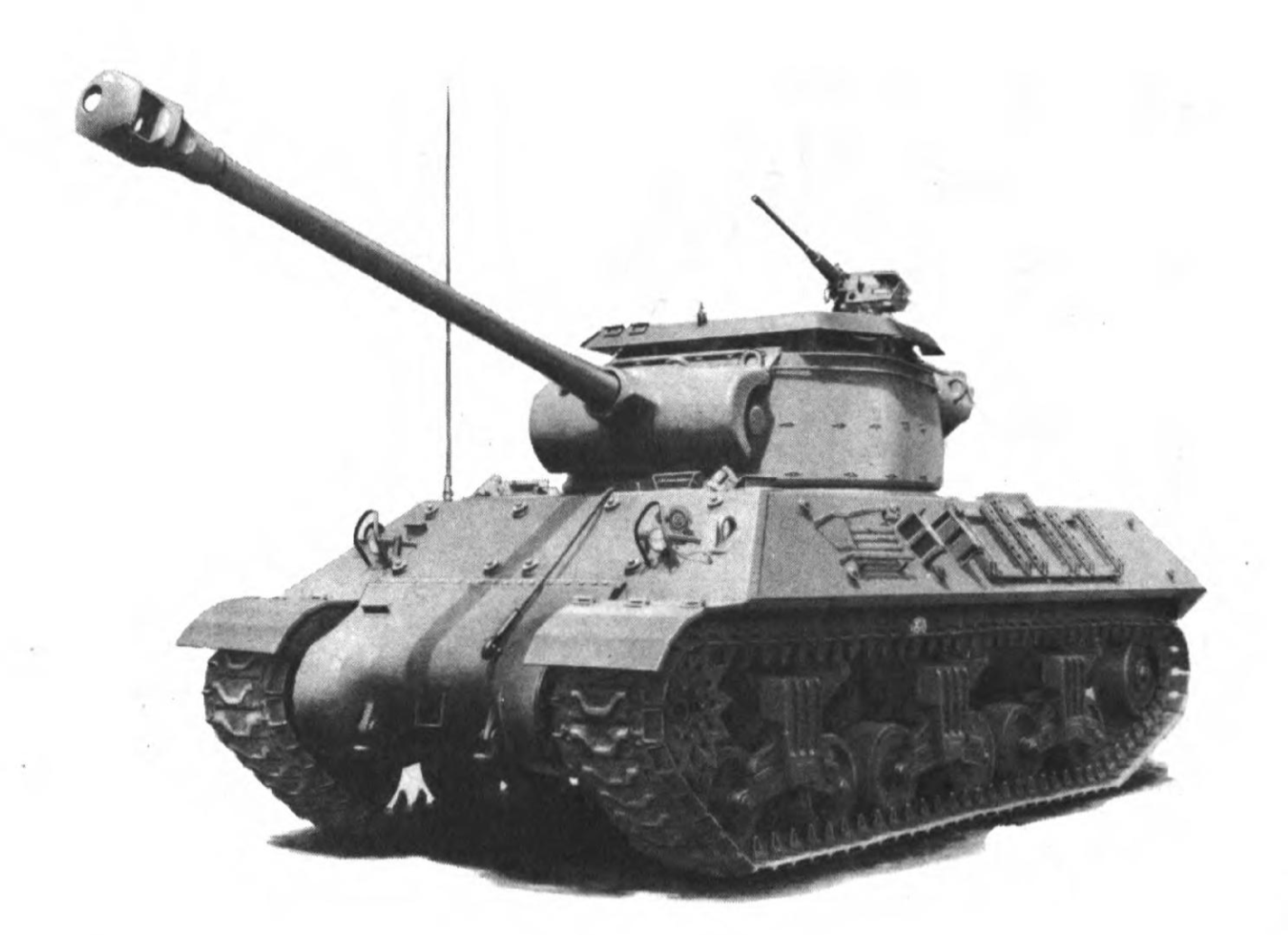
M36B2